# Corte Mayor de Navarra
La Corte Mayor de Navarra, o Real Corte, era el «Tribunal Superior del Reino de Navarra,  compuesto inicialmente por cuatro alcaldes de corte. Conoce determinadas causas en primera instancia, tanto civiles como criminales, siendo en grado de suplicación el Consejo Real de Navarra.» También se la conoce como Cort o Tribunal de la Cort. Era una institución que estuvo funcionando desde mediados del siglo XIII como «un tribunal distinto del Consejo Real» y estaba formado por expertos juristas y jueces, llamados alcaldes. Este tribunal estuvo en funcionamiento hasta 1836 cuando fue reemplazado por la Audiencia Territorial de Pamplona.

## Historia
Por su parte, la Corte Mayor existía como tribunal de justicia específico, por lo menos desde  finales del siglo XIII en su composición definitiva, con cuatro alcaldes. Como tribunal ordinario resolvía causas civiles y criminales tanto en primera instancia como en apelación de los  alcaldes de las villas o los alcaldes de mercado. Hasta 1511 recibió en apelación las sentencias remitidas por la Cámara de Comptos que, a partir de esta fecha, pasaron directamente al Consejo Real, ante el que también se recurrían sus juicios. Para su cometido contaba con ocho escribanos de número que daban fe en los autos y diligencias procesales.  
Tras repetidos intentos de supresión durante el primer tercio del siglo XIX, la implantación del sistema constitucional acabó definitivamente con los Tribunales Reales de Navarra en 1836, cuando fueron sustituidos por la Audiencia Territorial de Pamplona.  

## Estructura
Desde finales del siglo XIII estaba integrado por cuatro alcaldes o jueces, auxiliados por cuatro notarios. Al desempeño de ambos cargos podían aspirar tanto clérigos como caballeros o escuderos. Era habitual ver ascender a un notario a la categoría de alcalde. Además los alcaldes, en el siglo XV, podían formar parte el Consejo Real.

### Cargos
El alcalde cobraba honorarios según los días de trabajo efectivo, tanto en el tribunal como fuera de él cumpliendo alguna comisión encargada por el monarca. Dentro de los honorarios se incluían  gastos de mantenimiento para las tres monturas de cada alcalde.
El notario recibía sólo la cuarta parte que un alcalde. Respecto a los gastos de mantenimiento sólo alcanzaban para una acémila. Salvo por causas justificadas (como los encargos reales) si se ausentaban en día de vista de causa se les multaba. A finales del siglo XIV y principios del XV esta multa ascendía a diez sueldos.
El gortero, agentes subalternos encargados de la ejecución de las decisiones judiciales. A inicios del siglo XIV eran veinticuatro. Sin embargo, en 1309 eran siete tras las reformas del reino propiciadas desde la corte capeta. Recibían la sexta parte que un alcalde. Se añadía el coste de avena para la montura.
Eran tribunales itinerantes por lo que al desplazarse por las localidades cargaban con los cofres de una cuantiosa documentación. Estas localidades eran generalmente las cabeceras de merindad donde se convocaban las audiencias según la época del año. 
En las vistas en muchas ocasiones faltaba alguno de los alcaldes y notarios por estar desempeñando encargos reales, bien de carácter judicial, bien diplomático, fuera de la corte. 

## Competencias y funciones
Dentro de sus funciones la Cort asumía competencias en pleitos civiles y criminales. Estos pleitos se podían presentar en primera instancia pero también llegaban «en apelación de las sentencias de los alcaldes locales y de mercado.»
Atendían causas tanto de pecheros como de francos o hidalgos, tanto cristianos como judíos y moros.  
También eran competentes para atender gentes foráneas del reino, «siempre que el querellante se quejase ante la justicia navarra y el acusado se hallase en este reino, aunque el delito fuera cometido fuera de él.» 
En la primera mitad del siglo XIV los gobernadores, que presidían la audiencia, debido a otros compromisos y asuntos que debían antender, causaban retrasos en la apertura de las temporadas judiciales del tribunal. Además se intercalaban ciertos periodos de vacaciones entre ellas:
- desde vísperas de Navidad hasta Epifanía;
- los Carnavales;
- una semana antes y después entre Pascua de Resurrección;
- desde Pentecostés hasta pasada la Trinidad;
- desde el 21 de junio hasta el 4 de septiembre;
- desde el 26 de este mes hasta el 21 de octubre.

## Los sellos de la Cort, garantía de la autoridad real
Más allá de su función como signo de validación de la documentación emanada desde esta institución, tuvo indirectamente «otro valor más importante: el de servir de garantía del poder del reino, cuando la autoridad real estaba ausente, representando hasta cierto punto la más alta cota de esa autoridad.» Por la idiosincrasia del funcionamiento de la monarquía navarra donde, a diferencia de otros reinos peninsulares, en varios momentos de la Edad Media eligieron a sus soberanos procedentes de diversas dinastías, «no eran reconocidas, mientras el monarca, en el juramento de su coronación, no juraba respetar y defender los Fueros y otras instituciones del reino.» De esta forma, mientras los nuevos monarcas no eran coronados en Navarra no se entregaban los sellos de la Cort sin los cuales no entraba en funcionamiento esta institución. De facto, así, durante los interregnos, el gobernador del reino preservaba los sellos sin que nadie hiciera uso de él hasta la coronación de un nuevo monarca.
Se tienen noticias de dos tipos de sello a partir del reinado de Carlos II de Navarra:
- Sello de la Cort: de cera roja con formato circular, de una sola impronta, de unos 40-55 mm de diámetro. Llamado a veces «grant sieillo de la Cort» se usaba para la validación de documentos en pergamino con un sello pendiente con doble vínculo de cuero, «a la manera francesa».
- Contrasello de la Cort: de cera roja, también circular, de una sola impornta, de 40 mm de diámetro. De menor tamaño que el anterior, se usaba con mayor frecuencia para validar documentos en papel, en la parte dorsal del documento.

Existen bastantes documentos que aluden a la figura del «guardasellos de la Cort» como un cargo más dentro de la administración del reino.
Desde 1352 se lleva un compto regularmente de los emolumentos realizándose un cómputo anual. De las cantidades percibidas se pagaban los gastos materiales inherentes a la expedición de documentos (papel, pergamino, cera, cordones y tinta) pero también los gastos de personal de los miembros de los tribunales de justicia e, incluso, de otras ramas de la administración navarra.

## De Real Corte a Audiencia territorial de Pamplona
Desde 1833 se inicia en Navarra un proceso de cambios paulatinos que culminan en 1836 con la supresión de las instituciones tradicionales del reino. Un real decreto de 6 de marzo de 1836 suprime la Cámara de Comptos. Mediante otro real decreto, de 27 de agosto, se establece la nueva Audiencia Territorial de Pamplona en sustitución del Consejo Real y la Corte Mayor. Meses atrás, en 1835, el Consejo Real había empezado a asumir la nueva estructura judicial al dirigir varias consultas al ministro de Gracia y Justicia. En ellas aprovechaba también para aclarar que tanto la Cámara de Comptos como la Real Corte eran tribunales inferiores respecto al Consejo Real ante el cual ya no cabía recurso alguno.
Con el cambio se mantienen los magistrados que componían el Consejo y la Corte: Pedro García del Valle (regente); Fulgencia Barrera, Eduardo Elío, José de Churruca, Antonio Burbano, Anselmo Urra y Cereceda, Domingo Antonio Vega de Seoane y Antero Echarri (magistrados); y, por último, Perfecto Gandarias (fiscal) y Patricio Sarasa (secretario). Los escribanos excedentes de la Corte Mayor son, de forma interina, escribanos del Juzgado de primera instancia de Pamplona. También se mantuvieron dos "abogados de pobres" elegidos por el Colegio de Abogados de Pamplona.